# Macromia cincta
Macromia cincta – gatunek ważki z rodziny Macromiidae.